# Blekendorf
Blekendorf es un municipio situado en el distrito de Plön, en el estado federado de Schleswig-Holstein (Alemania). Tiene una población estimada, a fines de marzo de 2023, de 1682 habitantes.
Está ubicado al este del estado, cerca de las ciudades independientes de Neumünster y Kiel.